# Churchill Hotel (Washington, D.C.)
El Churchill Hotel Near Embassy Row es un hotel ubicado en 1914 Connecticut Avenue NW en Washington D. C., Estados Unidos. de estilo Beaux-Arts fue erigido en 1902 como el edificio de apartamentos The Highlands, diseñado por el arquitecto local Arthur B. Heaton. Más tarde se transformó en un hotel, pero aún conserva algunas de sus características históricas. Sus habitaciones contienen elementos del edificio original. Es miembro de Historic Hotels of America, el programa oficial del National Trust for Historic Preservation.